# Fogarasi Ferenc
Fogarasi Ferenc (1619 – 1676) református lelkész
Karánsebesen volt lelkész, majd 1647-től külföldi egyetemeken (Franeker, Utrecht, Leiden) tanult. Hazatérve 1649-től Gyulafehérváron, 1651-től Vízaknán, 1657-től Nagyenyeden szolgált lelkészként. 1658-ban esperessé választották; később visszatért Vízaknára. 
A puritanizmus híve volt. Angolból fordította a Kis Keresztyeny. az az A Hütnek és Isten szerint való életnek, tsupán tsak, az sz. irás szavaiból állo oly Principiumja, melyre mingyárt tanítani kel a' szólni kezdő kisdedeket című katekizmust (Fejérvár, 1654), melynek egyetlen fennmaradt példánya a nagyenyedi református kollégium könyvtárában gróf Bethlen Kata könyvei közt, 1849-ben elpusztult. 1946-ban tizenhat oldalnyi töredék meglétéről számoltak be.